# Geodorum siamense
Geodorum siamense är en orkidéart som beskrevs av Robert Allen Rolfe och Dorothy Downie. Geodorum siamense ingår i släktet Geodorum och familjen orkidéer. Inga underarter finns listade i Catalogue of Life.